# Кабреспин
Кабреспи́н (фр. Cabrespine) — коммуна во Франции, находится в регионе Лангедок — Руссильон. Департамент коммуны — Од. Входит в состав кантона Пейрьяк-Минервуа. Округ коммуны — Каркасон.
Код INSEE коммуны — 11056.

## Население
Население коммуны на 2008 год составляло 184 человека.
| 1962 | 1968 | 1975 | 1982 | 1990 | 1999 | 2008 |
| ---- | ---- | ---- | ---- | ---- | ---- | ---- |
| 182  | 190  | 218  | 192  | 193  | 196  | 184  |

## Экономика
В 2007 году среди 96 человек в трудоспособном возрасте (15—64 лет) 63 были экономически активными, 33 — неактивными (показатель активности — 65,6 %, в 1999 году было 74,2 %). Из 63 активных работали 50 человек (28 мужчин и 22 женщины), безработных было 13 (10 мужчин и 3 женщины). Среди 33 неактивных 6 человек были учениками или студентами, 11 — пенсионерами, 16 были неактивными по другим причинам.